# Boekenweek
Die Boekenweek (deutsch: Bücherwoche) ist eine in den Niederlanden seit 1932 jährlich im März wiederkehrende Marketingaktion von 9 Tagen Dauer, in der für das niederländischsprachige Buch geworben wird. Die boekenweek wird von der Stiftung CPNB (Stichting Collectieve Propaganda van het Nederlandse Boek = Stiftung Kollektive Werbung für das Niederländische Buch) und der belgischen (flämischen) Organisation Boek.be vorbereitet.  Während dieser Woche verteilen teilnehmende Buchläden an die Kunden kostenlos das Bücherwochengeschenk (Boekenweekgeschenk).

## Boekenweekgeschenk
Das Bücherwochengeschenk ist eine Novelle, ein Essay oder ein kurzer Roman. Jedes Jahr wird es von einem/einer anderen Schriftsteller(in) verfasst, eigens für die Bücherwoche. Das Geschenk wird seit 1932 verteilt. Das Buch wird dann verschenkt, wenn der Kunde in dem Bücherladen ein Buch kauft, das mindestens einen bestimmten Betrag kostet (im Jahr 2025: 25 Euro). Am Sonntag der Bücherwoche galt 2017–2024 das Boekenweekgeschenk als Netzkarte für das niederländische Bahnnetz; im Jahr 2025 als Berechtigung, ein Museum in den Niederlanden kostenlos zu besuchen.

## Boekenweekessay
Seit 1987 wird neben dem Boekenweekgeschenk auch jedes Jahr ein Essay geschrieben, der Bücherwochenessay (boekenweekessay). Es befasst sich mit dem jeweiligen Thema der Buchwoche.

## Boekenweekgedicht
Das erste Boekenweekgedicht (Bücherwochengedicht) wurde für die Bücherwoche 2019 von der Schriftstellerin Ester Naomi Perquin verfasst und trägt den Titel Moeder (Mutter). Das Boekenweekgedicht ist eine zusätzliche Aufmerksamkeit, die in Buchläden und Bibliotheken in Form einer Ansichtskarte an die Kunden verschenkt wird. Das Gedicht ist Teil einer Poesieserie rund um das jeweilige Motto der Bücherwoche (2019: De moeder de vrouw – Die Mutter die Frau), die vorab in der niederländischen Zeitschrift De Trouw publiziert wird.

## Kinderbücherwoche
Im Oktober wird die Kinderbücherwoche (Kinderboekenweek) gehalten. Hierfür wird ebenfalls ein Kinderbücherwochengeschenk (Kinderboekenweekgeschenk) geschrieben, das den Kindern beim Kauf eines Buches im Wert von 10 Euro geschenkt bekommen. An der Kinderbücherwoche nehmen Buchgeschäfte, Bibliotheken und Schulen teil.

## Themen der Bücherwoche
Einige Themen für die Bücherwochen der vergangenen Jahre sind hier aufgeführt:
- 2019 – De moeder de vrouw (Die Mutter, die Frau) (Bücherwoche 2019: 22. bis 31. März)
- 2018 – Natuur (Natur) (Bücherwoche 2018: 10. bis 18. März)
- 2017 – Verboden vruchten (Verbotene Früchte) (Bücherwoche 2017: 25. März bis 2. April)
- 2016 – Duitsland (Deutschland)
- 2015 – Waanzin – Te gek voor woorden (Wahnsinn – zu verrückt für Worte)
- 2014 – Reizen (Reisen)
- 2013 – Gouden Tijden, Zwarte Bladzijden (Goldene Zeiten, Schwarze Seiten)
- 2012 – Vriendschap en andere ongemakken (Freundschaft und andere Unannehmlichkeiten)
- 2011 – Curriculum vitae – Geschreven portretten (Lebenslauf – Geschriebene Porträts)
- 2010 – Jong zijn: het kind, de jeugd, de jongere (Jung sein: das Kind, die Jugend, der junge Mensch)
- 2009 – Tjielp Tjielp – De literaire zoo (Tschiep Tschiep – Der literarische Zoo)
- 2008 – Van oude menschen... – De derde leeftijd en de letteren (Von alten Menschen... – Die dritte Lebenszeit und die Literatur)
- 2007 – Lof der Zotheid – Scherts, Satire en Ironie (Lob der Torheit – Scherz, Satire und Ironie)
- 2006 – Boem  Paukeslag – Schrijvers en muziek (Bumm Paukenschlag – Schriftsteller und Musik)
- 2005 – Spiegel van de Lage Landen – Boeken over onze geschiedenis (Spiegel der Niederlande – Bücher über unsere Geschichte)
- 2004 – Gare du Nord – Ontmoetingen met Frankrijk (Begegnungen mit Frankreich)

## Boekenbal
Am Abend vor dem Start der Bücherwoche wird traditionell in Amsterdam zum feierlichen Bücherball (Boekenbal) geladen. Der erste Boekenbal fand bereits am 4. März 1947 im Amsterdamer Concertgebouw statt.